# Zenonas Petras Adomaitis
Zenonas Petras Adomaitis (*  10. April 1945 in Stulgiai bei Tytuvėnai, Rajongemeinde Kelmė; † 1. Juli 2016) war ein litauischer Politiker.

## Leben
1958 absolvierte Adomaitis die Schule Gordai, 1963 die Berufsbildung als Zootechniker im Landwirtschaftstechnikum in Tytuvėnai und 1975 das Diplomstudium der Zootechnik an der Lietuvos veterinarijos akademija in Kaunas. 1963 arbeitete er als Zootechniker im Kolchos in  Jogaudai (Rajongemeinde Plungė) und in Sandrava (Rajongemeinde Raseiniai). Von 1963 bis 1967 leistete Adomaitis den  Pflichtdienst in der Sowjetarmee. Von 1967 bis 1973 arbeitete er als Oberzootechniker im „Naujas kelias“- Kolchos bei Kelmė, von 1973 bis 1991 Kolchos-Leiter.
Von 1992 bis 1996 war er Mitglied im Seimas.
Ab 1973 war Adomaitis Mitglied der KPdSU, von 1989 bis 1991 von Sąjūdis, ab 1990 der LDDP und ab 2001 der Lietuvos socialdemokratų partija.